# Laurêncio (Ravena)
Laurêncio (em latim: Laurentius) foi um bizantino do século VI, ativo durante o reinado do imperador Justiniano (r. 527–565) em Ravena, na Itália. Um homem espectável (vir spectabilis), é citado em 4 de abril de 553, quando foi testemunha de uma doação realizada por certo Raunilo.